# I Cavalieri dello zodiaco - Saint Seiya - Hades
I Cavalieri dello zodiaco - Saint Seiya - Hades (聖闘士星矢 冥王ハーデス?, Saint Seiya: Meiō Hadesu), nota anche come Saint Seiya: The Hades Chapter, è una trilogia di serie OAV sequel della serie animata classica del 1986, avente come protagonisti i famosi 5 Cavalieri dello zodiaco.
In tutto conta 31 OAV ed è la fedele trasposizione animata della saga di Hades, pubblicata nei volumi 19-28 del manga. Mentre nel 1989 la serializzazione in tankōbon continuava con la serie di Hades, l'anime si fermava al capitolo di Nettuno.
A 13 anni di distanza, nel 2002, la Toei decise di riprendere la sua famosa opera ma incompiuta, stimolata dall'iniziativa di alcuni disegnatori francesi guidati da Olivier Gilbert e Jerome Alquiè, che presentarono un trailer sulla serie alla Fiera dell'Animazione di Lione.
La serie fu così realizzata in 31 OAV, usciti fra novembre del 2002 e agosto del 2008. Il primo episodio venne mandato in onda sul canale satellitare Giapponese "SkyPerfect TV" il 9 novembre 2002, seguito dagli altri dodici episodi del Sanctuary al ritmo di due al mese. Tra il 2005 e il 2006 vennero trasmessi i sei OAV della prima parte del "Meikai", mentre la seconda parte (altri sei OAV) tra il 2006 ed il 2007. L'Elysion (con i sei OAV finali che chiudono la storia) è stato mandato in onda tra gennaio ed agosto 2008. Tutti e 31 gli episodi sono stati trasmessi dal canale "SkyPerfet TV", con molte repliche dell'intera serie, per poi essere venduti sempre in Giappone in formato DVD; tali dvd sono poi stati venduti in varie nazioni del mondo tra cui Europa, Cina e Brasile.
Sempre sulla serie di Hades sono stati prodotti 2 episodi dvd extra, che riassumono la saga, contenenti anche sequenze dell'anime classico.
La serie ha goduto anche in Giappone di un passaggio cinematografico di preview.
In Italia, il capitolo "Sanctuary" (13 episodi) è stato trasmesso su Italia 1 a partire da domenica 14 settembre 2008 di primo mattino; a partire dal 17 febbraio seguente sono stati trasmessi, con cadenza di due episodi a settimana (martedì e giovedì) alle 13:40, i 12 episodi del capitolo "Inferno" (con il titolo I Cavalieri dello zodiaco - Saint Seiya - Hades - Capitolo Inferno). Dal 21 marzo 2010, i primi 25 episodi vengono ritrasmessi in edizione integrale su Hiro. Dal 6 al 13 maggio 2011 le prime sei puntate sono state replicate su Mediaset Extra mentre dal 4 gennaio 2013 sono cominciate le repliche delle puntate di "Inferno" su Italia 2, in onda per la prima volta in chiaro in versione integrale e senza censure, dunque comprensive di frammenti di immagini e di audio mai trasmessi in precedenza. Il capitolo conclusivo, "Elisio", è composto da sei episodi. Sono stati proiettati in anteprima lunedì 1º ottobre 2012 dalle ore 20:00 al Roma Fiction Fest e trasmessi sull'emittente Italia 2 in seconda serata nell'autunno del 2014, dal 15 al 29 ottobre, al termine delle repliche di "Inferno".
L'intera serie è poi trasmessa anche su ANiME GENERATION, canale tematico italiano interamente dedicato all'animazione giapponese disponibile su Amazon Prime.
Nel 2018 Yamato Video lancia per la prima volta in home video (DVD) in Italia I Cavalieri dello Zodiaco - I capitoli di Ade cofanetto unico da collezione di tutte e tre le saghe dei Capitoli di Ade, Dodici Case (Sanctuary), Inferno ed Elisio (Elysion). La presentazione e lancio del cofanetto è avvenuta al Lucca Comics & Games 2018.
Sempre da Yamato Video a ottobre 2024 è pubblicato per la prima volta in Italia il box Blu-ray di tutti i 31 episodi de I Cavalieri dello Zodiaco - I Capitoli di Ade.

## Episodi
Questa serie dell'anime "Saint Seiya: I Cavalieri dello zodiaco" è composta da tre capitoli divisi in OAV: Chapter Sanctuary (13 OAV), Chapter Inferno (12 OAV) e Chapter Elysion (6 OAV). La programmazione di quest'ultimo capitolo, inizialmente prevista a partire da dicembre 2007, è stata slittata a marzo 2008 ed è terminata solo il 1º agosto 2008.
La serie pone in risalto le personalità dei Cavalieri d'oro, primi avversari dei cinque Cavalieri di bronzo e ora alleati nella lotta contro il dio dei morti Ade. Ma è anche molto di più. Viene finalmente presentata la dea Atena in una veste più matura e determinata, tant'è che la giovane Lady Isabel indossa finalmente anche la sua Armatura Divina, indispensabile per sconfiggere l'implacabile Re dell'Aldilà, anch'egli fornito di un'armatura articolatissima e allegorica della sua tenebrosa potenza.

## Trama

### Capitolo Santuario (1-13)
Dopo la conclusione della battaglia di Nettuno (Poseidone in originale), il sigillo che imprigionava il Signore degli Inferi Ade (Hades) scompare destando dal sonno l'antico nemico di Atena assieme ai suoi 108 Specter. Ha così inizio la nuova guerra sacra.
Il santuario delle dodici case viene attaccato da quelli che si scoprono essere i defunti cavalieri d'oro tornati in vita grazie ad Ade indossando le sue armature, le Surplici, con l'intenzione di uccidere la dea Atena, sotto ordine di Pandora, prima delle 12 ore di vita a loro concesse. Mur dell'Ariete uccide i redivivi Death Mask di Cancer e Aphrodite di Fish, mentre non può nulla contro Saga di Gemini, Shura di Capricorn, Camus dell'Aquario e dal volere di uno strano uomo incappucciato. Nello stesso momento Pegasus è affranto dal fatto che Lady Isabel non si serva più dei cavalieri di bronzo.
Il Maestro dei Cinque Picchi di sorpresa si presenta al santuario, e finalmente l'uomo incappucciato rivela la sua identità: Sion dell'Ariete (Shin nella versione italiana), predecessore dell'armatura che indossa Mur, unico sopravvissuto assieme al maestro di Sirio all'antica guerra, e ultimo Gran Sacerdote, ucciso da Gemini sotto le spoglie di Arles che prese il suo ruolo come impostore. Nel frattempo Gemini, Capricorn e Aquarius combattono a distanza Kanon di Gemini incredibilmente passato dalla parte di Atena (prima dello scontro viene sottoposto ad una prova di fedeltà mortale da Milo di Scorpio).
Intanto Sirio, Cristal e Andromeda affrontano i defunti cavalieri d'argento sconfitti in passato anch'essi diventati specter di Ade, e si riuniscono, mentre Phoenix decide di non unirsi alla battaglia del santuario.
Il Maestro dei Cinque Picchi svela il motivo per cui è rimasto sempre alle cascate, egli ricevette da Atena il dono del Misopethamenos che gli ha concesso, attraverso il rallentamento del battito cardiaco, di mantenere per 243 anni il corpo da diciottenne per sorvegliare il sigillo posto sul Signore degli Inferi, così ritorna alle fattezze di Dohko di Libra indossando la gloriosa armatura della Bilancia, e affronta il suo vecchio amico Sion, dando vita ad uno scontro singolare che si conclude in pari, grazie a questo scontro Dohko tramanda l'ultimo insegnamento per il suo allievo Sirio: Il Colpo dei Cento Draghi.
Un gruppo di specter inviati da Rhadamante della Viverna, è già presente nelle case, Mur affronta e uccide Myu di Papillon cedendo il passo a Pegasus che si unisce ai suoi compagni, mentre nella seconda casa Aldebaran del Toro viene trovato morto ucciso da Niobe della Stella della Terra Oscura che però soccombe poco dopo con l'ultimo bagliore del cosmo di Toro. Anche Ioria del Leone sconfigge alcuni specter tra cui Raimi del Verme e altri di basso livello.
Grazie ad uno stratagemma, Gemini, Capricorn e Aquarius raggiungono la casa della Vergine assieme ad alcuni specter, tra cui Giganto dei Ciclopi, che vengono poco dopo uccisi facilmente da Virgo. I tre pur di sconfiggere Virgo e uccidere Lady Isabel sono disposti ad usare la tecnica proibita da Atena, il cui potere è paragonabile a quello del Big Bang e che può essere scagliato solo da tre cavalieri d'oro messi insieme: l'Urlo di Atena (Athena Exclamation in originale). Virgo rimane ucciso dal colpo e i tre possono tornare nella casa della Vergine.
Ad attenderli ci sono Mur, Scorpio e Ioria, questi ultimi tre si scontrano con i loro defunti amici con un doppio Urlo di Atena che rimane in parità fino a quando Sirio fa pendere la bilancia dalla parte dei buoni col suo cosmo. Isabel, che è stata raggiunta da petali macchiati con il sangue del moribondo Virgo per trasmetterle un messaggio, oramai ha capito cosa spinge i tre a volerla uccidere, quindi interrompe lo scontro, ordina di portarli da lei e si fa pugnalare da Gemini, con la stessa daga dorata con cui egli in passato, quando era una neonata, aveva cercato di ucciderla.
Alle stanze giungono anche Pegasus, Cristal, Sirio e Andromeda ma non vi trovano nessuno se non Sion che finalmente racconta loro tutta la verità: i cavalieri d'oro si sono fatti riportare in vita da Ade con lo scopo di far arrivare la dea Atena direttamente nell'Inferno per distruggere per sempre il Dio dei morti prima che i suoi specter uccidessero lei. Sion bagna le armature dei cavalieri di bronzo con il sangue di Lady Isabel rigenerandole e ridandole vigore, nello stesso modo bagna la statua del santuario che si trasforma in una piccola statuetta dove è contenuta niente meno che l'armatura divina di Atena, che loro dovranno consegnarle negli Inferi.
Al castello di Ade che collega questo con l'altro mondo, Gemini, Aquarius e Capricorn vogliono affrontare Pandora e il suo servo Zelos della Rana (che poi verrà ucciso da Cristal), ma le 12 ore si esauriscono e tornano nel regno dei morti. Mur, Ioria e Scorpio affrontano il potente Gigante degli Inferi, Rhadamante, che li sconfigge e uccide facilmente (grazie soprattutto alla protezione della barriera del castello come si realizzerà nel Meikai). Anche Pegasus e gli altri arrivano nel castello e dopo un breve scontro con Rhadamante restano nel castello che sta per crollare, mentre gli specter tornano nell'inferno per ordine di Pandora. I 4 cavalieri stanno per seguirli, ma vengono fermati da Dohko: l'anziano cavaliere d'oro spiega che l'aldilà è governato da Ade e ci si può entrare solo da morti, finendo così sotto il suo controllo; però alcuni individui, come Virgo, in vita sono riusciti a risvegliare uno stato detto Arayashiki, anche noto come Ottavo Senso che permette di raggiungere gli Inferi da vivi. Dohko e i cavalieri di bronzo bruciano il loro cosmi al massimo per risvegliare l'Ottavo Senso e si gettano nella fossa che conduce all'Inferno.

### Capitolo Inferno (14-25)
Giunti nell'Ade, i cavalieri di Atena si ritrovano divisi. Pegasus e Andromeda percorrono un sentiero che li conduce alla porta dell'Inferno con scritto "Lasciate ogni speranza voi che entrate". I cavalieri, dopo aver fatto solenne giuramento di non abbandonare la speranza in qualsiasi occasione, arrivano alla riva del fiume Acheronte. Qui si imbattono nello specter Caronte, il traghettatore del fiume che prima li attacca e poi accetta di accompagnarli in cambio del medaglione di Andromeda (queste sono solo due dei numerosi richiami dell'Inferno dantesco, fatti dall'autore del manga e poi trasposti nell'OAV). Una volta giunti a riva, Caronte attacca nuovamente i cavalieri, venendo sconfitto facilmente da un colpo di Pegasus.
In seguito i due cavalieri di bronzo giungono al cospetto di Lune di Balrog, ma lo scontro viene interrotto dall'arrivo di Kanon di Gemini che prima inganna Lune con le sue illusioni e poi lo elimina il nemico davanti a Rhadamante, appena arrivato. Rhadamante comincia un duello con Kanon, che regge tranquillamente perché non c'è la barriera protettiva come nel castello. Però alcuni specter portano l'ordine di Lady Pandora di tornare alla sala del trono. Rhadamante si ritira lasciando il combattimento agli specter, che vengono uccisi da Kanon.
Pegasus e Andromeda arrivano alla seconda prigione custodita da Pharao della Sfinge e il leggendario cavaliere Orpheo della Lira, ex cavaliere d'argento potente quasi quanto i cavalieri d'oro, creduto da tutti morto per anni. Orpheo finge la loro morte per salvarli ma li invia lontani dalla prigione. Poco dopo il loro risveglio, i due cavalieri di bronzo reincontrano Orpheo che gli consiglia di scappare, ma racconta la sua storia e quella della donna amata Euridice: Orpheo discese negli inferi per riportare indietro Euridice, convincendo Ade grazie alla sua musica, però dovette fare una promessa: durante il cammino non avrebbe dovuto guardarla fino all'arrivo sulla terra, a pena di venire pietrificata per sempre. Durante il cammino Orpheo vide una luce e convinto ormai di essere uscito dagli inferi, la scambiò per quella del sole, si voltò ed in quel momento il sortilegio imposto da Ade si andò a compiere, seppur solo parzialmente: non era, infatti, il Sole, ma un inganno ordito dal Cavaliere della Sfinge (invidioso in quanto entrambi i cavalieri erano sublimi musicisti di lira, ma Orpheo venne preferito per suonare nella sala del trono, invece di Pharao).
Euridice, quindi, non venne pietrificata per intero, ma solamente per metà: di fatto, il busto e la parte superiore del corpo rimasero liberi, mentre le gambe finirono incastonate in una roccia. Orpheo a quel punto decise da un lato di restare con la propria amata, rinunciando a tornare nel mondo dei vivi, ma giurando vendetta ad Ade per averlo tradito. Tuttavia, terminato il racconto (che riprende in parte il mito greco romano con alcune "licenze" dettate dal dover calare i personaggi nella storia del manga/anime posto che nel testo originario - tra cui la versione di Ovidio risulta essere probabilmente la più celebre - Euridice scompare per sempre nell'Ade ed Orfeo, risalito dall'oltretomba, verrà ucciso da alcune seguaci del dio Bacco/Dioniso), il Cavaliere della Lira nota un bagliore simile a quello che vide tanto tempo prima, quindi svelato l'autore dell'inganno, affronta Pharaoh in una battaglia che termina con la morte del Cavaliere della Sfinge.
Orpheo a questo punto, decide di affiancarsi a Pegasus e Andromeda e si unisce a loro nella lotta contro Ade, offrendogli una chance di avere il nemico "a portata di tiro" aiutando i due cavalieri ad accedere alla sala del trono, approfittando dell'incontro settimanale durante il quale egli è chiamato per suonare la propria Lira (che nel mito classico gli viene consegnata dal Dio Apollo in persona) per allietare il signore degli inferi.
Pegasus, Andromeda e Orpheo tentano quindi di uccidere Ade cogliendo di sorpresa i presenti, ma falliscono: la melodia suonata da Orpheo addormenta infatti Lady Pandora (volendo fare il parallelo con il mito greco, si potrebbe pensare a Proserpina) e i tre Giganti, ma non Rhadamante, il quale scoperto il piano ordito dai tre cavalieri, scatena la propria furia attirando anche l'attenzione di Ade, il quale, nel mentre, si appropria del corpo di Andromeda.
Poco dopo, altrove Kanon affronta ancora Rhadamante, ma viene attaccato anche da Eaco di Garuḍa e Minosse del Grifone, gli altri due Giudici degli Inferi. Interviene Phoenix, che salva Kanon e fronteggia Eaco uccidendolo, poi si reca ad affrontare Ade. Qui Phoenix riconosce in Pandora la bambina che lo inseguì quando era ragazzo mentre fuggiva con Andromeda neonato; Pandora portava con se l'anima di Ade celata in un pendaglio a forma di stella (volendo fare un cenno letterario esterno ai manga, ben si potrebbe definirlo un "Horcrux", vuoi nella versione "potteriana" del termine, ma non troppo lontana anche dall'Anello del Potere della saga di Tolkien). L'anima di Ade ad ogni guerra sacra si impossessa del corpo della persona più pura sulla Terra per riprendere vita e combattere per il dominio dell'universo. Pandora vi rinunciò all'epoca, lasciando al piccolo Andromeda in fasce il pendente che lo legava al re degli Inferi.
Terminato il flashback, Phoenix viene sconfitto e portato nel Cocito, dove già è prigioniero Pegasus; lì sono posti anche i corpi di Mur, Ioria e Scorpio. Atena intanto, accompagnata da Virgo, giunge al palazzo di Ade e affrontandolo scopre che vuole portare l'eclissi eterna sulla terra. Durante il combattimento i due dei scompaiono e al posto di Ade ricompare Andromeda.
Grazie al potere di Atena, Pegasus si riprende e sconfigge lo specter Valentine dell'Arpia, mentre resuscitano anche Mur di Ariete, Ioria del Leone e Milo di Scorpio, e anche Phoenix che però scompare. Tornati al palazzo di Ade, i cavalieri di bronzo si riuniscono ai Cavalieri d'oro i quali tentano di distruggere l'impenetrabile Muro del Lamento (che divide l'Inferno dall'Elisio). Purtroppo, né il cosmo di 5 cavalieri d'oro tra i più potenti del Santuario (Dohko di Libra, Shaka di Vrigo, oltre appunto a Milo, Mur e Ioria), né utilizzando le armi della Bilancia - con cui erano state abbattute le colonne dei sette mari -  il Muro cede sotto i loro colpi.  Dal grande tempio gli spiriti dei Cavalieri d'oro defunti partono dal Santuario con le loro armature e si riuniscono nell'Inferno; Kanon, che stava combattendo ancora con Rhadamante, si libera della sua armatura per darla a Gemini, che la porta al muro del pianto; senza protezione Kanon rischia la sconfitta, quindi si sacrifica facendosi esplodere assieme a Rhadamante con la tecnica Esplosione Galattica (Galaxian Explosion, tecnica comune anche al fratello Saga). I 12 cavalieri d'oro del Tempio, messe da parte le varie divergenze ed uniti tutti nel solo nome di Atena, fondono assieme il loro cosmo, portato al limite estremo, sino a generare (come dirà Virgo a Pegasus & c.) una luce abbagliante come il sole nell'oscurità degli inferi; ciò è possibile perché i 12 segni dello Zodiaco si trovano lungo l'eclittica, la linea del percorso apparente seguito dal sole durante l'anno.
Prima del colpo decisivo, sapendo che dall'esplosione di luce che si verrà a generare, nessuno dei cavalieri d'oro presenti sopravviverà (di quelli già caduti in passato, come ad esempio Micene del Sagittario, verrà evocato il cosmo), Dohko rivela ai 4 cavalieri di bronzo che nella precedente guerra sacra scoprì un segreto di Ade: diversamente da altri dei, il Re degli Inferi ha conservato il suo corpo originale e lo custodisce nell'Elisio per non rovinarlo (per questo necessita di un corpo umano nuovo ad ogni guerra), in attesa di riprenderlo quando dominerà la Terra; se il suo vero corpo fosse distrutto, Ade a sua volta risulterebbe vulnerabile e potrebbe essere definitivamente sconfitto, impedendogli di ricomparire per un ulteriore tentativo di conquistare il mondo degli uomini.
Aperta una breccia nel Muro del Lamento, grazie al sacrificio dei Cavalieri d'Oro, Pegasus e gli altri eroi si apprestano ad attraversarlo, giungendo laddove "lo spazio-tempo è distorto e solo gli dei possono resistere".

### Capitolo Elisio (26-31)
I cavalieri di bronzo attraversano il Muro del Lamento, limite che di norma divide il mondo degli uomini dal regno dove solo gli Dei possono entrare.
Tuttavia, dal momento che le armature dei cavalieri erano state bagnate con il sangue di Atena da parte di Shion (dopo la morte della Dea per mano di Gemini), acquistano poteri a loro volta speciali e sviluppano delle ali, essenziali per non precipitare nel nulla in confine tra l'Ade e l'Elisio. Inoltre, sempre lo stesso sangue della dea, permette ai cavalieri di bronzo di superare la distruttiva super-dimensione situata dietro il muro.
Mentre Pegasus e Andromeda raggiungono subito l'Elisio, Cristal è costretto a vedersela con Minosse del Grifone; dopo un breve scontro, Cristal si sbarazza di Minosse ed entra nella super-dimensione: Minosse nel tentativo di impedirne la fuga oltrepassa il limite della barriera che lo annienta, non possedendo alcun potere divino.
Sirio invece deve lottare contro Shilfield del Basilisco, Gordon del Minotauro e Queen di Alraune, riuscendo a batterli soltanto con l'utilizzo del Colpo dei Cento Draghi Nascenti (imparato dal suo maestro durante la battaglia al Santuario). Scagliato oltre il muro dall'onda d'urto del suo stesso attacco, viene afferrato da Cristal e i due si dirigono all'Elisio.
Intanto Phoenix sconfigge gli ultimi Specter, e riceve da Pandora un pendente che permette di raggiungere i campi Elisi, poiché esso è l'unico a non avere l'armatura bagnata dal sangue di Atena. Subito dopo Pandora muore misteriosamente e Phoenix attraversa il muro aprendo le ali della sua armatura.
Pegasus, arrivato nell'Elisio, incontra Hypnos e Thanatos, rispettivamente Dio del sonno e Dio della morte. Pegasus tenta invano di colpire Thanatos che invece lo atterra; non hanno migliore fortuna Sirio, Cristal, Andromeda e Phoenix. A questo punto, Thanatos tenta di uccidere Patricia, la sorella di Pegasus che Castalia ha ritrovato in un villaggio vicino al grande tempio (così ponendo fine alla "diatriba" già iniziata nella serie classica, in cui per molti episodi si era lasciato sospettare che Patricia e Castalia fossero la stessa persona, causando mille dubbi a Pegasus).
Per quanto inferiore a Ade, Thanatos è in goni caso un Dio a tutti gli effetti e per lui uccidere a distanza è facile: si scoprirà che la morte di Pandora è opera sua, avendo scoperto il suo tradimento nei confronti di Ade.
Sulla Terra, Kiki sente il pericolo e tutti gli amici di Pegasus rimasti lì (Castalia, Tisifone e gli altri cavalieri di bronzo) fanno da scudo a Patricia. Ma la forza di Thanatos è tale che tutti vengono sconfitti e le loro armature vanno in pezzi.
Un aiuto insperato arriva dal dio Nettuno, che si risveglia per poco tempo dal sonno imposto da Atena, facendo passare oltre la barriera 5 armature d'oro; pur essendo un nemico di Atena, Nettuno non vuole permettere ad Ade di annientare la Terra (nell'idea di poter a propria volta, tentare nuovamente di essere lui a dominare il mondo).
Ecco che nell'Elisio Pegasus, Sirio, Cristal, Andromeda e Phoenix indossano rispettivamente le armature di Sagitter, Libra, Acquarius, Virgo e Leone e riescono a colpire il Dio. Thanatos incredibilmente esce indenne dall'attacco combinato e con il suo colpo più potente, Terrible Providence, distrugge anche le armature d'oro.
Improvvisamente quando tutto sembra perduto, i frammenti dell'armatura di bronzo di Pegasus si fondono al sangue della dea Atena mutandosi in armatura divina. Pegasus adesso sconfigge facilmente Thanatos e accorre per salvare Atena. Hypnos cerca di intervenire ma viene bloccato da Andromeda che acquisisce anche lui l'armatura divina, ma il Dio del Sonno si dimostra più preparato del fratello e usa la tecnica Eternal Drowsiness spedendo il cavaliere in un sonno eterno, mentre Sirio e Cristal riescono ad evitare il colpo e a ucciderlo dopo aver ricevuto anch'essi l'armatura divina. Con la morte di Hypnos, Andromeda si risveglia dal sonno.
Pegasus e Phoenix raggiungono il tempio di Ade e là lottano contro l'anima del dio, che respinge tutti i colpi; qui Hypnos aveva messo il corpo di Atena dentro un vaso che le sta togliendo il sangue; toccandolo, Phoenix si bagna del sangue di Atena e riceve anche lui l'armatura divina. I due cambiano tattica e provano ad attaccare direttamente il corpo di Ade, allora il Dio si trova costretto a rientrare nel suo corpo e ad affrontare i suoi nemici. Nonostante le armature divine, Ade sembra essere più potente, ma quando l'armatura di Atena (ancora in possesso di Pegasus) tocca il vaso, Lady Isabel si risveglia e indossa la sua armatura.
Durante il combattimento Pegasus, per proteggere Lady Isabel, viene ferito molto gravemente dalla spada di Ade, quindi lei stessa, con l'aiuto degli altri cavalieri, riesce a sconfiggere Ade per sempre. Con la disfatta di Ade, l'Inferno e l'Elisio scompaiono ed Atena con i suoi cavalieri fanno ritorno a casa trasportando il corpo di Pegasus.
Sia nell'anime che nel manga, non si riesce a capire se Pegasus sia sopravvissuto o sia morto alla fine della serie. Questo dubbio avrà risposta solo nel film Tenkai Hen (Le porte del paradiso) e nella successiva saga del manga (sequel ufficiale del manga classico) Saint Seiya - Next Dimension - Myth of Hades dove si viene a scoprire che Pegasus non è morto ma si trova in uno stato vegetativo permanente in seguito alla ferita arrecatagli dalla spada di Hades, per tal motivo Atena, Andromeda e Phoenix vanno sull'Olimpo e poi nel passato per trovare un rimedio per salvare Seiya dalla maledizione della spada di Hades.

## Sigle
Per il capitolo Sanctuary la sigla originale d'apertura è Chikyuugi (地球ぎ?, Chikyūgi, Il mondo cambia), cantata da Yumi Matsuzawa, mantenuta per i 13 episodi del Chapter Sanctuary e seguita dalla sigla di apertura "storica" della serie TV Pegasus Fantasy (rimasterizzata per l'occasione con nuovi effetti sonori). Come sigla di chiusura sì è invece usata la prima ending della serie televisiva degli anni 1980 Blue Dream, e (successivamente) Kimi To Onaji Aozora (君と同じ青空, Kimi to Onaji Aozora,?, Lo stesso cielo blu con te) anch'essa cantata da Yumi Matsuzawa.
Meikai ed Elysion (18 episodi totali) ebbero un'unica sigla d'apertura, Megami no Senshi ~Pegasus Forever~ (女神の戦士 〜Pegasus Forever〜?, Megami no Senshi ~Pegasus Forever~, lett. I guerrieri della dea~Pegasus Forever~) dei Marina del Rey, e come sigla finale ebbero rispettivamente Takusu Mono ~My Dear~ (託す者へ 〜My Dear〜?, Takusu Mono ~My Dear~) cantata dalla Matsusawa e Kami no Sono  ~Del Regno~ (神の園〜デル·レグノ〜?,  Kami no Sono ~Del-Regno~) cantata da Yuuko Ishibashi. Quest'ultima presenta la particolarità di avere parte dei versi cantati in italiano (per la precisione "La gloria misura nel ciel", "Entra nel petto mio", "L'universo a Dio fa simil", "Che madre fa a suo figlio" e "Del regno").
Nel progetto originario, i brani Dead or Dead ~Ai sae mo Sute~ (Dead or Dead ～愛さえも棄て～?) e Shine on ～Eien no Yume～ (Shine on ～永遠の夢～?) interpretati rispettivamente da Hironobu Kageyama e Mitsuko Horie, avrebbero dovuto fungere da sigla iniziale e finale ma furono inseriti nel drama cd dedicato alla serie, uscito nel 1990.
La sigla italiana, inedita e dal titolo Il ritorno dei Cavalieri dello zodiaco (da non confondere con l'omonima sigla di Massimo Dorati del 1991), è scritta da Alessandra Valeri Manera, Massimo Longhi e Giorgio Vanni ed è interpretata dallo stesso Giorgio Vanni. Inizialmente i responsabili di Italia 1 avevano intenzione di usare la storica sigla di Dorati ma a causa di alcune problematiche insorte è stato deciso di crearne una nuova.

## Ricezione
Nella classifica commissionata nel 2006 da TV Asahi, la serie di OAV (all'epoca costituita solo da Sanctuary e Meikai) si è posizionata all'11ª posizione tra i migliori 100 anime prodotti tra il 2000 e il 2006, mentre la serie classica ha raggiunto il 25º posto in quanto apprezzamento e popolarità tra tutti gli anime di sempre.

## Merchandising
In Giappone la serie di Hades ha visto in produzione vari prodotti di merchandsing: 
- dai portachiavi, alle magliette ai prodotti per la scuola, cappelli, orologi, ecc...[10]
- La serie ha visto il lancio anche di numerose figure della linea myth cloth, quasi tutti i personaggi di questa serie sono stati riprodotti in action figure dalla Bandai, anche in più versioni.[10]
- Dal 2008 la Toei ha reso disponibili per il mercato mondiale, tutti e 31 gli episodi oav della saga di Hades, in formato DVD e Bluray.[10]
- È stato prodotto e venduto nel 2008 in Giappone anche un cd musicale delle musiche e canzoni di questo anime.[10]

## Videogiochi
I videogiochi relativi alla saga di Hades sono:
- I Cavalieri dello zodiaco - Hades del 2006, per console PlayStation 2
- Saint Seiya: Brave Soldiers del 2013 per console PlayStation 3
- Saint Seiya: Soldiers' Soul, del 2015 per PlayStation 3, PlayStation 4 e PC (via Steam)
- Saint Seiya Online dove è presente l'intera saga.

Nel corso degli anni la saga è stata adattata anche in vari videogiochi per cellulari.

## Blu-ray Italiani
Yamato Video a ottobre 2024 ha pubblicato per la prima volta in Italia il box Blu-ray di tutti è tre i capitoli della serie di Hades (Capitolo Santuario, Inferno, Elisio) composti in totale da 31 episodi OAV.

## DVD Italiani
L'edizione dvd italiana pubblicata da Yamato Video racchiude in un unico cofanetto da collezione tutte e tre le saghe dei Capitoli di Ade, Dodici Case (Sanctuary), Inferno ed Elisio (Elysion). Saranno presenti due colonne audio (il doppiaggio italiano storico e la colonna originale giapponese) e ben due stream di sottotitoli italiani realizzati appositamente per impreziosire l'edizione: la prima stream presenterà i dialoghi fedeli all'originale, mentre la seconda riporterà i dialoghi dell'adattamento televisivo italiano. La presentazione e lancio del cofanetto è avvenuta al Lucca Comics & games 2018.